# کپون لیک (ویرجینیای غربی)
کپون لیک (به انگلیسی: Capon Lake) یک منطقهٔ مسکونی در ایالات متحده آمریکا است که در شهرستان همپشر، ویرجینیای غربی واقع شده‌است.